# Ludwig August Neubronn von Eisenburg
Ludwig August Freiherr Neubronn von Eisenburg (* 8. März 1772 in Kleinglattbach; † 16. September 1823 in Bruchsal) war ein badischer Oberst und Kammerherr.

## Leben

### Herkunft
Ludwig August war ein Sohn des württembergischen Oberst Marcus Ernst Neubronn von Eisenburg (1720–1786) und dessen Ehefrau Wilhelmine, geborene Stettner von Grabenhofen. Er hatte noch vier Brüder und zwei Schwestern, darunter der württembergische Generalleutnant Franz Maximilian Neubronn von Eisenburg (1765–1809).

### Militärkarriere
Nach dem Besuch der Karlsschule in Stuttgart trat Neubronn 1792 in die Badische Armee ein. Er nahm an den Feldzügen am Rhein und 1809 an der Seite Frankreichs an den Kämpfen in Vorarlberg teil. Nachdem Neubronn kurzzeitig die Grenadier-Garde kommandiert hatte, stieg er 1813 zum Oberst und Kommandeur des Linien-Infanterie-Regiments „Graf Wilhelm von Hochberg“ Nr. 2 auf. Bei Altenburg musste sich sein I. Bataillon den Alliierten ergeben und kam in Kriegsgefangenschaft nach Ungarn. Das II. Bataillon wurde in der Schlacht bei Leipzig bis auf kampffähige zwei Offizier und 80 Mann aufgerieben. Nachdem das Großherzogtum Ende November 1813 auf die Seite der Alliierten gewechselt war, nahm Neubronn im Jahr darauf an den Belagerungen von Pfalzburg und Landau in der Pfalz teil. Er wurde 1819 pensioniert und verbrachte seinen Lebensabend in Bruchsal, wo er am 16. September 1823 verstarb.

### Familie
Neubronn war mit Eberhardine, geborene Freiin von Adelsheim (1781–1842) verheiratet. Aus der Ehe gingen folgende Kinder hervor:
- Wilhelmine (1809–1868)
- Luise (1813–1876) ⚭ Carl Freiherr von Saint-André (1788–1860), badischer Kammerherr und Forstmeister
- Wilhelm (1815–1895), preußischer General der Infanterie und langjährige Generaladjutant des Großherzogs Friedrich I. von Baden
- Jeannette (1816–1857), Äbtissin des Pforzheimer Damenstifts
- Leopold (1818–1889), badischer, später preußischer Generalmajor